# Elencos do torneio de futebol dos Jogos Olímpicos de Verão de 1924
Abaixo estão os elencos das seleções que participaram do torneio de futebol dos Jogos Olímpicos de Verão de 1924.

## Bélgica
Técnico: William Maxwell
Goleiros *
- Jean de Bie:Clube - RC Brussels.Idade - 32 anos (9 de maio de 1892)
- Joseph Paty:Clube - Standard de Liège

Zagueiros *
- François Demol:Clube - Royale Union Saint-Gilloise.Idade - 28 anos (19 de agosto de 1895)
- Joseph Musch:Clube - Royale Union Saint-Gilloise.Idade - 30 anos (12 de agosto de 1893)
- Gustaaf Pelsmaeker:Clube - Beerschot.Idade - 24 anos (15 de novembro de 1899)
- Armand Swartenbroeks:Clube - Daring Club.Idade - 31 anos (30 de junho de 1892)
- Oscar Verbeeck:Clube - Royale Union Saint-Gilloise.Idade - 32 anos (6 de junho de 1891)

Meio-campistas *
- Désiré Bastin:Clube - Royal Antwerp FC.Idade - 24 anos (4 de março de 1900)
- Georges De Spae:Clube - La Gantoise.Idade - 23 anos (30 de setembro de 1900)
- André Fierens:Clube - Beerschot.Idade - 26 anos (8 de fevereiro de 1898)
- Laurent Grimmonprez:Clube - RC de Gand.Idade - 21 anos (14 de dezembro de 1902)
- Émile Hanse:Clube - Royale Union Saint-Gilloise.Idade - 31 anos (10 de agosto de 1892)
- Albert Henderickx:Clube - Beerschot
- Henri Larnoe:Clube - Beerschot.Idade - 27 anos (18 de maio de 1897)
- Achille Schelstraete:Clube - Cercle Brugge.Idade - 27 anos (31 de janeiro de 1897)
- Florimond Vanhalme:Clube - Cercle Brugge.Idade - 29 anos (21 de março de 1895)

Atacantes *
- Robert Coppée:Clube - Royale Union Saint-Gilloise.Idade - 29 anos (23 de abril de 1895)
- Maurice Gillis:Clube - Standard de Liège.Idade - 26 anos (6 de novembro de 1897)
- Victor Houet:Clube - Tilleuer FC.Idade - 23 anos (2 de setembro de 1900)
- Ivan Thys:Clube - Beerschot.Idade - 27 anos (29 de abril de 1897)
- Louis Van Hege:Clube - Royale Union Saint-Gilloise.Idade - 35 anos (8 de maio de 1889)
- * a posição em qual jogava Fernand Lorphèvre,do White Star A.C. é desconhecida.[1]

## Bulgária
Técnico: Leopold Nitsch
Goleiros *
- Petar Ivanov:Clube - Levski Sofia.Idade - 20 anos (29 de junho de 1903)
- Nikola Marinov:Clube - Diana Varna

Zagueiros *
- Aleksandar Hristov:Clube - Levski Sofia.Idade - 19 anos (31 de maio de 1904)
- Simeon Yankov:Clube - Levski Sofia.Idade - 25 anos (17 de fevereiro de 1899)
- ** Boris Stavrev:Clube - Vladislav Varna

Meio-campistas *
- Bojan Bjanov:Clube - Ticha Varna.Idade - 23 anos (20 de outubro de 1900)
- Ivan Radoev:Clube - Levski Sofia.Idade - 22 anos (9 de setembro de 1901)

Atacantes *
- Tzvetan Guenev:Clube - Levski Sofia.Idade - 25 anos (28 de novembro de 1898)
- Dimitr Manolov:Clube - Slavia Sofia
- Konstantin Maznikov:Clube - Levski Sofia.Idade - 19 anos (5 de abril de 1905)
- Nikola Mutafchiev:Clube - Levski Sofia.Idade - 19 anos (10 de agosto de 1904)
- Grigor Stoyanov:Clube - Slavia Sofia
- Todor Vladimirov:Clube - Slavia Sofia.Idade - 28 anos (29 de julho de 1895)
- Kiril Yovovich:Clube - Levski Sofia.Idade - 18 anos (29 de dezembro de 1905)
- ** Nikola Lutzkanov:Clube - Ticha Varna.Idade - 22 ou 23 anos (1922)
- Velcho Stoyanov:Clube - Slavia Sofia.Idade - 16 ou 17 anos (1907)
- Vladimir Tzvetkov:Clube - Slavia Sofia
- * não se sabe as posições no qual os jogadores Gheno Mateev,Dimitar Mutafchiev,Stefan Tzontchev,Kiril Dekev e Kiril Kraptchanski jogavam.os dois primeiros jogavam no Levski Sofia,e os outros três jogavam por FK 13 Sofia,Vladislav Varna e Slavia Sofia,respectivamente.[2]
- ** os jogadores  Dekev, Kraptchanski ,Lutzkanov, Stavrev,Velcho Stoyanov,Tzvetkov e outro não identificado estavam incluídos na convocação oficial,mas devido a restrições financeiras da Federação Búlgara de Futebol,eles não foram com o resto da equipe.[2]

## Egito
Técnico:
Goleiros *
- Kamel Taha:Clube - Al-Ahly.Idade - 26 ou 27 anos (1897)

Zagueiros *
- Mahmoud Fouad:Clube -Tersana.Idade - 26 ou 27 anos (1897)
- Ahmed Mohamed Salem:Clube - El-Olympi

Meio-campistas *
- Ali El-Hassani:Clube - Al-Ahly.Idade - 26 ou 27 anos (1897)
- Abdel Salam Hamdy:Clube - Zamalek.Idade - 29 ou 30 anos (1894)
- Riad Rizkalla Henein:Clube - Al-Ahly.Idade - 20 ou 21 anos (1903)
- Riad Shawki:Clube - Al-Ahly.Idade - 30 ou 31 anos (1893)
- Gamil Osman:Clube - Al-Ahly

Atacantes *
- Ismail El-Sayed Hooda:Clube - Ittihad.Idade - 23 ou 24 anos (1900)
- Hussein Hegazi:Clube - Zamalek.Idade - 32 anos (14 de setembro de 1891)
- Mahmoud Ismail Hooda:Clube - Ittihad.Idade - 24 ou 25 anos (1899)
- Ali Mohamed Riad:Clube - Tersana.Idade - 19 ou 20 anos (1904)
- Ibrahim Yakan:Clube - Zamalek.Idade - 23 ou 24 anos (1900)
- Mahmoud Mokhtar El-Tetsh:Clube - Al-Ahly
- Sayed Abaza:Clube - Al-Ahly
- * as posições em que jogavam os jogadores Mohamed El-Mahdwy,Khalil Hosni,Ahmed Mansour,Mahmoud Marey,Abdel Kader Mohamed,Abdel Hamid Moharren e Mohamed Rouston.e em algumas fontes de pesquisa,os nomes de alguns jogadores que participaram do torneio de 1920 estão grafados em outras formas,como Khalil Hosni,referido como "Housny Khalil" e Sayed Abaza,referido como "Abaza Sayed Fahmy".[3]

## Espanha
Técnico:Pedro Parages
Goleiros
- Óscar Álvarez González:Clube - Real Stadium Club Ovetense
- Ricardo Zamora:Clube - RCD Espanyol.Idade - 23 anos (21 de janeiro de 1901)

Zagueiros
- Patricio Escobal:Clube - Real Madrid C.F..Idade - 20 anos (24 de agosto de 1903)
- Martinez Alvarez Herminio:Clube - Sevilla FC
- Luis Casas Pasarín:Clube - Celta de Vigo.Idade - 22 anos (16 de abril de 1902)
- Pedro Vallana:Clube - Arenas Club de Getxo.Idade - 26 anos (29 de novembro de 1897)

Meio-campistas
- José María Belauste:Clube - Athletic Bilbao.Idade - 34 anos (3 de setembro de 1889)
- Domingo Carulla Bertrán:Clube - FC Barcelona.Idade - 20 anos (28 de outubro de 1903)
- Francisco Gamborena:Clube - Real Unión.Idade - 23 anos (14 de março de 1901)
- Antonio Juantegui:Clube - Real Sociedad.Idade - 26 anos (4 de abril de 1898)
- Jesús Larraza:Clube - Athletic Bilbao.Idade - 20 anos (20 de julho de 1903)
- Jose Legarreta Abaitua:Clube - Athletic Bilbao.Idade - 21 anos (12 de fevereiro de 1903)
- José María Peña:Clube - Arenas Club de Getxo.Idade - 29 anos (19 de abril de 1895)
- Josep Samitier:Clube - FC Barcelona.Idade - 22 anos (2 de fevereiro de 1902)
- Ramón Triana:Clube - Atlético Madrid.Idade - 21 anos (28 de junho de 1902)

Atacantes
- Chirri:Clube - Athletic Bilbao.Idade - 22 anso (29 de março de 1902)
- Jerónimo Víctor del Campo:Clube - Real Madrid C.F..Idade - 21 anos (30 de setembro de 1902)
- Carmelo Goyenechea:Clube - Athletic Bilbao.Idade - 25 anos (18 de junho de 1898)
- Juan Monjardín:Clube - Real Madrid C.F..Idade - 21 anos (24 de abril de 1903)
- Vicente Piera:Clube - FC Barcelona.Idade - 20 anos (11 de junho de 1903)
- Marcos Pérez Félix:Clube - Real Madrid C.F.
- José Luis Zabala:Clube - RCD Espanyol.Idade - 31 anos (17 de março de 1893)

## Estados Unidos
Técnico:George Burford
Goleiros
- Jimmy Douglas:Clube - Newark Skeeters.Idade - 26 anos (12 de janeiro de 1898)

Zagueiros
- Irving Davis:Clube - Philadelphia Field.Idade - 27 anos (12 de dezembro de 1896)
- Jakes Mulholland:Clube - Scott A.A.
- Fred O'Conner:Clube - Lynn General Electric.Idade - 32 anos (7 de abril de 1892)
- Arthur Rudd:Clube - Fleisher Yarn.Idade - 33 anos (22 de outubro de 1890)

Meio-campistas
- William Demko:Clube - Fleisher Yarn.Idade - 28 anos (20 de dezembro de 1895)
- Raymond Hornberger:Clube - Disston A.A..Idade - 25 anos (23 de dezembro de 1898)
- Carl Johnson:Clube - Swedish-American FC.Idade - 31 anos (18 de setembro de 1892)
- Frank Burkhardt Jones:Clube - Bridgeville FC.Idade - 21 anos (25 de abril de 1903)

Atacantes
- Aage Brix:Clube - Los Angeles Athletic Club.Idade - 29 anos (9 de dezembro de 1894)
- Sam Dalrymple:Clube - Disston A.A..Idade - 22 anos (22 de dezembro de 1901)
- Harry Farrell:Clube - Fairhill FC.Idade - 21 anso 92 de outubro de 1902)
- William Findlay:Clube - Galicia FC.Idade - 20 anos (15 de janeiro de 1904)
- Edward Hart:Clube - St. Matthews F.C..Idade - 21 anos (28 de janeiro de 1903)
- James Rhody:Clube - Erie A.A..Idade - 26 ou 27 anos (1897)
- Andy Straden:Clube - Fleisher Yarn.Idade - 26 anos (27 de novembro de 1897)
- Herbert Wells:Clube - Fleisher Yarn.Idade - 23 anos (4 de maio de 1901)

## Estônia
Técnico:  Ferenc Konya
Goleiros *
- August Laas:Clube - JK Tallinna Kalev.Idade - 20 anos (16 de agosto de 1903)
- Evald Tipner:Clube - SK Tallinna Sport.Idade - 18 anos (13 de março de 1906)

Zagueiros *
- Sergei Javorski:Clube - SK Tallinna Sport
- Ralf Liivar:Clube - JK Tallinna Kalev
- Arnold Pihlak:Clube - JK Tallinna Kalev.Idade - 21 anos (17 de julho de 1902)
- Otto Silber:Clube - Tallinna Jalgpalliklubi.Idade - 31 anos (17 de março de 1893)

Meio-campistas *
- Eugen Einman:Clube - SK Tallinna Sport.Idade - 18 ou 19 anos (1905)
- Harald Kaarman:Clube - JK Tallinna Kalev.Idade - 22 anos (27 de dezembro de 1901)
- Elmar Kaljot Gustav:Clube - JK Tallinna Kalev.Idade - 22 anos (15 de novembro de 1901)
- Johannes Lello:Clube - JK Tallinna Kalev
- Bernhard Rein:Clube - SK Tallinna Sport.Idade - 26 anos (19 de novembro de 1897)

Atacantes *
- **Johannes Brenner
- Eduard Ellman-Eelma:Clube - JK Tallinna Kalev.Idade - 22 anos (7 de abril de 1902)
- Ernst Joll:Clube - JK Tallinna Kalev.Idade - 21 anos (10 d esetembro de 1902)
- Alfei Jürgenson:Clube - Tallinna Jalgpalliklubi
- Johannes Kihlefeldt-Uik:Clube - SK Tallinna Sport
- Heinrich Paal:Clube - SK Tallinna Sport.Idade - 28 anos (26 de junho de 1895)
- Voldemar Rõks:Clube - JK Tallinna Kalev
- Oskar Üpraus:Clube - SK Tallinna Sport.Idade - 25 anos (12 de outubro de 1898)
- Hugo Väli:Clube - JK Tallinna Kalev.Idade - 21 anos (19 de junho de 1902)
- * as posições dos jogadores Alexander Gerassimov-Kalvet e Raimond Põder são desconhecidas.[4]
- ** clube em que jogava e idade desconhecidos.[4]

## França
Técnico: Tom Griffiths
Goleiros
- Pierre Chayriguès:Clube - Red Star Saint-Ouen.Idade - 32 anos (1 de maio de 1892)
- Maurice Cottenet:Clube - Olympique de Paris.Idade - 29 anos (11 de fevereiro de 1895)

Zagueiros
- Édouard Baumann:Clube - CASG Paris.Idade - 29 anos (4 de março de 1895)
- Jacques Canthelou:Clube - FC Rouen.Idade - 20 anos (24 de março de 1904)
- Léon Huot:Clube - C.A. Vitry.Idade - 25 anos (31 de dezembro de 1898)

Meio-campistas
- Henri Bard:Clube - RC Paris.Idade - 32 anos (29 de abril de 1892)
- Jean Batmale:Clube - Rennes.Idade - 28 anos (18 de setembro de 1895)
- Philippe Bonnardel:Clube - Red Star Saint-Ouen.Idade - 24 anos (28 de julho de 1899)
- Édouard Crut:Clube - Marseille.Idade - 23 anos (16 de abril de 1901)
- Marcel Domergue:Clube - SC Nîmes.Idade - 22 anos (16 de novembro de 1901)
- Ernest Gross:Clube - Red Star Strasbourg.Idade - 21 ou 22 anos (1902)
- Albert Jourda:Clube - Cette.Idade - 31 ou 32 anos (1892)
- Antoine Parachini:Clube - Cette.Idade - 26 ou 27 anos (1897)

Atacantes
- Jean Boyer:Clube - Marseille.Idade - 23 anos (2 de fevereiro de 1901)
- Pierre Chesneau:Clube - F.C. Blidéen
- Jules Dewaquez:Clube - Olympique de Paris.Idade - 25 anos (9 de março de 1899)
- Raymond Dubly:Clube - RC Roubaix.Idade - 30 anos (5 de novembro de 1893)
- Robert Dufour:Clube - Olympique de Paris.Idade - 21 ou 22 anos (1902)
- Ernest Gravier:Clube - Cette.Idade - 31 anos (26 de agosto de 1892)
- Gérard Isbècque:Clube - RC Roubaix.Idade - 27 anos (15 de março de 1897)
- Paul Nicolas:Clube - Red Star Saint-Ouen.Idade - 24 anos (4 de novembro de 1899)
- Albert Rénier:Clube - Le Havre AC.Idade - 28 anos (8 de maio de 1896)

## Hungria
Técnico:Gyula Kiss
Goleiros
- János Biri:Clube - Kispesti AC.Idade - 22 anos (21 de julho de 1901)
- Ferenc Kropacsek:Clube - MTK Budapest.Idade - 25 ou 26 anos (1898)
- Károly Zsák:Clube - 33 FC.Idade - 28 anos (30 de agosto de 1895)

Zagueiros
- József Fogl:Clube - Újpesti TE.Idade - 26 anos (14 de agosto de 1897)
- Károly Fogl:Clube - Újpesti TE.Idade - 29 anos (19 de janeiro de 1895)
- Dezső Grósz:Clube - VAC.Idade - 25 ou 26 anos (1898)
- Gyula Mándi:Clube - MTK Budapest.Idade - 25 anos (21 de janeiro de 1899)

Meio-campistas
- Zoltán Blum:Clube - Ferencvárosi TC.Idade - 32 anos (3 de janeiro de 1892)
- Béla Guttmann:Clube -  SC Hakoah Wien.Idade - 24 anos (13 de março de 1900)
- Árpád Hajós:Clube - Törekvés.Idade - 22 ou 23 anos (1901)
- Henrik Nádler:Clube - MTK Budapest.Idade - 23 anos (19 de março de 1901)
- Gábor Obitz:Clube -  Makkabi Brno.Idade - 25 anos (18 de janeiro de 1899)
- Gyula Tóth:Clube - KAOE Budapest.Idade - 21 ou 22 anos (1902)

Atacantes
- József Braun:Clube - MTK Budapest.Idade - 23 anos (26 de fevereiro de 1901)
- József Eisenhoffer:Clube - Ferencvárosi TC.Idade - 24 anos (13 de março de 1900)
- Ferenc Hirzer:Clube -  Makkabi Brno.Idade - 21 anos (21 de novembro de 1902)
- Rudolf Jeny:Clube - MTK Budapest.Idade - 23 anos (2 de março de 1901)
- György Molnár:Clube - MTK Budapest.Idade - 23 anos (12 de fevereiro de 1901)
- Zoltán Opata:Clube - MTK Budapest.Idade - 23 anos (24 de setembro de 1900)
- György Orth:Clube - MTK Budapest.Idade - 23 anos (30 de abril de 1901)
- József Takács:Clube - Vasas SC.Idade - 19 anos (30 de junho de 1904)
- Árpád Weisz:Clube - Törekvés.Idade - 28 anos (16 de abril de 1896)

## Estado Livre Irlandês
Técnico:
Goleiros *
- Paddy Reilly:Clube - Athlone Town A.F.C.
- Th. Aungier:Clube - St James's Gate F.C.

Zagueiros *
- Herbert Kerr:Clube - Bohemians F.C..Idade - 27 anos (19 de outubro de 1896)
- Jack McCarthy:Clube - Bohemians F.C..Idade - 25 ou 26 anos (1898)

Meio-campistas *
- Charlie Dowdall:Clube - St James's Gate F.C..Idade - 26 anos (7 de abril de 1898)
- Dinny Hannon:Clube - Athlone Town A.F.C..Idade - 36 anos (1888)
- Tommy Muldoon:Clube - Athlone Town A.F.C..Idade - 23 anos (fevereiro de 1901)
- Christy Robinson:Clube - Bohemians F.C.

Atacantes *
- Ernie Crawford:Clube - Bohemians F.C.
- Paddy Duncan:Clube - St James's Gate F.C..Idade - 29 ou 30 anos (1894)
- Joe Kendrick:Clube - Brooklyn F.C..Idade - 19 anos (26 de junho de 1895)
- Johnny Murray:Clube - Bohemians F.C..Idade - 26 anos (25 de fevereiro de 1898)
- * a posição em qual jogavam Robert Cowzer,John Joe Dykes,Michael Farrell,Frank Ghent,Frank Heaney,John Lea,Ernest McKay,Thomas Murphy,John Thomas e J. Healy é desconhecida,embora se saiba o clube em que eles jogavam.(Cowzer e Lea jogavam no Shelbourne F.C.,Dykes e Ghent jogavam no Athlone Town A.F.C.,Farrell,Heaney,McKay e Murphy jogavam no St.James's Gate F.C. e Thomas jogava no Bohemians F.C..o clube em qual jogava Healy é desconhecido.)[5]

## Itália
Técnico:Vittorio Pozzo
Goleiros *
- Gianpiero Combi:Clube - Juventus FC.Idade - 21 anos (20 de novembro de 1902)
- Giovanni De Prà:Clube - Genoa C.F.C..Idade - 23 anos (28 de junho de 1900)

Zagueiros *
- Antonio Bruna:Clube - Juventus FC.Idade - 29 anos (14 de fevereiro de 1895)
- Umberto Caligaris:Clube - A.S. Casale.Idade - 22 anos (26 de julho de 1901)
- Renzo De Vecchi:Clube - Genoa C.F.C..Idade - 30 anos (3 de fevereiro de 1894)
- Antonio Fayenz:Clube - Calcio Padova.Idade - 24 ou 25 anos (1899)
- Cesare Martin:Clube - Torino F.C..Idade - 23 anos (5 de maio de 1901)
- Feliciano Monti:Clube - Calcio Padova.Idade - 21 anos (19 de dezembro de 1902)
- Virginio Rosetta:Clube - Juventus FC.Idade - 22 anos (25 de dezembro de 1902)

Meio-campistas *
- Giuseppe Aliberti:Clube - Torino F.C..Idade - 23 anos (5 de março de 1901)
- Mario Ardissone:Clube - U.S. Pro Vercelli Calcio.Idade - 23 anos (9 de outubro de 1900)
- Gastone Baldi:Clube - Bologna F.C. 1909.Idade - 23 anos (14 de maio de 1901)
- Adolfo Baloncieri:Clube - U.S. Alessandria.Idade - 26 anos (27 de julho de 1897)
- Ottavio Barbieri:Clube - Genoa C.F.C..Idade - 25 anos (10 de abril de 1899)
- Luigi Burlando:Clube - Genoa C.F.C..Idade - 25 anos (23 de janeiro de 1899)
- Antonio Janni:Clube - Torino F.C..Idade - 19 anos (19 de setembro de 1904)
- Mario Magnozzi:Clube - A.S. Livorno Calcio.Idade - 22 anos (20 de março de 1902)
- Severino Rosso:Clube - U.S. Pro Vercelli Calcio.Idade - 25 ou 26 anos (1898)

Atacantes *
- Leopoldo Conti:Clube - F.C. Internazionale Milano.Idade - 23 anos (12 de abril de 1901)
- Giuseppe Della Valle:Clube - Bologna F.C. 1909.Idade - 24 anos (25 de novembro de 1899)
- Virgilio Levratto:Clube - FC Vado.Idade - 19 anos (26 de outubro de 1904)
- * a posição em que jogava Giuseppe Calvi,do Torino F.C. é desconhecida.[6]

## Iugoslávia
Técnico:Todor Sekulić
Goleiros *
- Dragutin Friedrich:Clube - HAŠK.Idade - 27 anos (5 de janeiro de 1897)
- Dragutin Vrđuka:Clube - Građanski Zagreb.Idade - 29 anos (3 de abril de 1895)

Zagueiros *
- Dragutin Babić:Clube - Građanski Zagreb.Idade - 26 ou 27 anos (1897)
- Eugen Dasović:Clube - HAŠK.Idade - 27 anos (1 de dezembro de 1896)
- Andrija Kujundžić:Clube - SK Bačka.Idade - 24 anos (29 de novembro de 1899)
- Mare Marjanović:Clube - HAŠK.Idade - 19 ou 20 anos (1904)
- Alfons Pažur:Clube - Concordia Zagreb.Idade - 28 anos (13 de março de 1896)
- Janko Rodin:Clube - Hajduk Split.Idade - 23 anos (9 de setembro de 1900)
- Rudolf Rupec:Clube - Građanski Zagreb.Idade - 28 anos (17 de sstembro de 1895)
- Stjepan Vrbančić:Clube - HAŠK.Idade - 23 anos (29 de novembro de 1900)

Meio-campistas *
- Artur Dubravčić:Clube - Concordia Zagreb.Idade - 29 anos (15 de setembro de 1894)
- Dušan Petković:Clube - SK Jugoslavija.Idade - 21 anos (13 de abril de 1903)
- Dragutin Vragović:Clube - Građanski Zagreb.Idade - 22 ou 23 anos (1901)

Atacantes
- Slavin Cindrić:Clube - Građanski Zagreb.Idade - 22 ou 23 anos (1901)
- Dragan Jovanović:Clube - SK Jugoslavija.Idade - 20 anos (29 de setembro de 1903)
- Antun Pavleković:Clube - Građanski Zagreb
- Adolf Percl:Clube - BSK Beograd
- Emil Perška:Clube - Građanski Zagreb.Idade - 26 ou 27 anos (1897)
- Eugen Placeriano:Clube - HAŠK.Idade - 26 anos (3 de dezembro de 1897)
- Vladimir Vinek:Clube - Concordia Zagreb.Idade - 22 ou 23 anos (1901)
- Branko Zinaja:Clube - HAŠK.Idade - 28 anos (28 de setembro de 1895)
- * a posição do jogador referido apenas como S.Bocak é desconhecida.[7]

## Letônia
Técnico:Julis Redlihs
Goleiros *
- Ādolfs Greble:Clube - Latvijas Sporta biedrība.Idade - 18 ou 19 anos (1905)
- Arvīds Jurgens:Clube - Rīgas FK.Idade - 18 anos (27 de maio de 1905)

Zagueiros *
- Kārlis Ašmanis:Clube - Rīgas FK.Idade - 25 ou 26 anos (1898)
- Pēteris Lauks:Clube - Amatieris.Idade - 21 ou 22 anos (1902)
- Kurts Plade:Clube - Ķeizarmežs.Idade - 23 ou 24 anos (1900)
- Aleksandrs Roga:Clube - Rīgas FK.Idade - 25 ou 26 anos (1898)

Meio-campistas *
- Kārlis Bone:Clube - Rīgas FK.Idade - 24 ou 25 anos (1899)
- Pauls Sokolovs:Clube - Rīgas FK.Idade - 21 ou 22 anos (1902)
- Česlavs Stančiks:Clube - Ķeizarmežs.Idade - 25 anos (26 de agosto de 1898)
- Voldemārs Viņķis:Clube - Rīgas FK.Idade - 19 ou 20 anos (1904)

Atacantes *
- Arvīds Bārda:Clube - Rīgas FK.Idade - 22 anos (11 de novembro de 1901)
- Edvīns Bārda:Clube - Rīgas FK.Idade - 24 anos (6 de abril de 1900)
- Rūdolfs Bārda:Clube - Rīgas FK.Idade - 21 anos (7 de fevereiro de 1903)
- Arkādijs Pavlovs:Clube - Rīgas FK.Idade - 21 anos (2 de fevereiro de 1903)
- Alfrēds Plade:Clube - Ķeizarmežs.Idade - 19 ou 20 anos (1904)
- Voldemārs Plade:Clube - Ķeizarmežs.Idade - 23 anos (24 de dezembro de 1900)
- Artūrs Timpers:Clube - Rīgas FK
- * as posições em que jogavam I. Greble,A. Hammers,P. Kreicbergs,E. Oše e M. Osis são desconhecidas.

## Lituânia
Técnico:
Goleiros
- Valerijonas Balčiūnas:Clube - Kovas Kaunas.Idade - 19 anos (27 de novembro de 1904)
- Steponas Darius:Clube - LFLS Kaunas

Zagueiros
- Leonas Gelermanas:Clube - Makabi Kaunas
- Ernstas Deringas:Clube - MTV Klaipeda.Idade - 24 ou 25 abnos (1899)
- Jurgis Hardingsonas:Clube - KSK Kaunas.Idade - 31 anos (24 de setembro de 1892)
- Stasys Janušauskas:Clube - Kovas Kaunas.Idade - 22 anos (13 de maio de 1902)

Meio-campistas
- Vincas Bartuška:Clube - LFLS Kaunas.Idade - 23 anos (14 de abril de 1901)
- Gustavas Gvildys:Clube - Spielvereinigung Klaipėda
- Leonas Juozapaitis:Clube - LFLS Kaunas.Idade - 22 anos (18 de novembro de 1901)
- Stasys Razma:Clube - LFLS Kaunas.Idade - 24 ou 25 anos (1899)
- Juozas Žukauskas:Clube - Kovas Kaunas

Atacantes
- Vladas Byla:Clube - LFLS Kaunas
- Stepas Garbačiauskas:Clube - LFLS Kaunas.Idade - 24 anos (17 de abril de 1900)
- Hansas Gečas:Clube - KSK Kaunas.Idade - 24 ou 25 anos (1899)
- Edvardas Mikučiauskas:Clube - Kovas Kaunas.Idade - 22 anos (23 de agosto de 1901)
- Stasys Sabaliauskas:Clube - Kovas Kaunas.Idade - 18 ou 19 anos (1905)
- Juozas Žebrauskas:Clube - Kovas Kaunas.Idade - 19 anos (31 de agosto de 1904)
- * as posições em que jogavam os jogadores referidos apenas como Bartaitis e W.Strazdas são desconhecidas.[9]

## Luxemburgo
Técnico:Batty Schroeder
Goleiros *
- Étienne Bausch:Clube - Stade Dudelange.Idade - 22 anos (17 de junho de 1901)
- Maurice Droessart:Clube - Red Boys Differdingen

Zagueiros *
- Arthur Ginter:Clube - CS Fola Esch.Idade - 26 anos (20 de maio de 1898)
- Paul Feierstein:Clube - Red Boys Differdange.Idade - 21 anos (27 de janeiro de 1903)
- Mathias Feller:Clube - Spora Luxembourg.Idade - 19 anos (12 de outubro de 1904)
- Alfred Kieffer:Clube - Red Boys Differdange.Idade - 20 anos (11 de janeiro de 1904)
- Nicolas Kirsch:Clube - Spora Luxembourg.Idade - 22 anos (24 de agosto de 1901)
- Joseph Koetz:Clube -CS Fola Esch.Idade - 26 anos (29 de maio de 1897)
- Émile Kolb:Clube -Red Boys Differdange.Idade - 21 anos (3 de junho de 1902)
- Marcel Schumann:Clube - Spora Luxembourg.Idade - 23 anos (15 de janeiro de 1901)
- Albert Stirn:Clube - Spora Luxembourg.Idade - 20 anos (13 de setembro de 1903)

Meio-campistas *
- Robert Elter:Clube - Spora Luxembourg.Idade - 25 anos (20 de abril de 1899)
- Pierre Kremer:Clube - Red Boys Differdingen.Idade - 24 anos (4 de fevereiro de 1900)
- Albert Massard:Clube - CS Fola Esch.Idade - 23 anos (30 de agosto de 1900)
- Paul Rouster:Clube - Spora Luxembourg.Idade - 24 anos (19 de maio de 1900)
- François Weber:Clube - Spora Luxembourg.Idade - 24 anos (21 de dezembro de 1899)
- Jean-Pierre Weber:Clube - CS Fola Esch.Idade - 23 anos (31 de dezembro de 1900)

Atacantes *
- François Langers:Clube - Jeunesse Esch.Idade - 28 anos (16 de março de 1896)
- Leon Lefevre:Clube - Spora Luxembourg.Idade - 19 anos (28 de novembro de 1904)
- Ferdinand Weiler:Clube - Red Boys Differdingen
- Jean-Pierre Weisgerber:Clube - CS Fola Esch.Idade - 19 anos (28 de março de 1905)
- * a posição em qual jogava o jogador referido apenas como A.Flammang é desconhecida.[10]

## Países Baixos
Técnico: William Townley
Goleiros *
- Jan de Boer:Clube - AFC Ajax.Idade - 25 anos (29 de agosto de 1898)
- Gejus van der Meulen:Clube - Koniklijke HFC.Idade - 21 anos (23 de janeiro de 1903)

Zagueiros *
- Harry Dénis:Clube - HBS Craeyenhout.Idade - 27 anos (28 de agosto de 1896)
- Hans Tetzner:Clube - Be Quick 1887.Idade - 25 anos (9 de junho de 1898)
- Ben Verweij:Clube - Koniklijke HFC.Idade - 28 anos (31 de agosto de 1895)

Meio-campistas *
- Gerrit Horsten:Clube - Willem II.Idade - 24 anos (16 de abril de 1900)
- Peer Krom:Clube - RCH.Idade - 26 anos (10 de março de 1898)
- André Le Fèvre:Clube - SV Kampong.Idade - 25 anos (12 de dezembro de 1898)
- Evert van Linge:Clube - Be Quick 1887.Idade - 28 anos (19 de novembro de 1895)
- Jan Oosthoek:Clube - Sparta Rotterdam.Idade - 26 anos (5 de março de 1898)

Atacantes *
- Joop ter Beek:Clube - NAC Breda.Idade - 22 anos (1 de junho de 1901)
- Klaas Breeuwer:Clube - HFC Haarlem.Idade - 22 anos (25 de novembro de 1901)
- Ok Formenoy:Clube - Sparta Rotterdam.Idade - 25 anos (16 de março de 1899)
- Ber Groosjohan:Clube - VOC.Idade - 26 anos (16 de junho de 1897)
- Albert Snouck Hurgronje:Clube - HVV Den Haag.Idade - 21 anos (30 de maio de 1902)
- Jan de Natris:Clube - AFC Ajax.Idade - 28 anos (13 de novembro de 1895)
- Kees Pijl:Clube - Feyenoord.Idade - 26 anos (9 de junho de 1897)
- Dick Sigmond:Clube - DFC.Idade - 27 anos (22 de maio de 1897)
- Henk Vermetten:Clube - HBS Craeyenhout.Idade - 28 anos (19 de agosto de 1895)
- Gerrit Visser:Clube - Stormvogels Telstar.Idade - 21 anos (2 de fevereiro de 1903)
- * as posiçãoes dos jogadores Louis Lash e H.J. Roomberg são desconhecidas.[11]

## Polônia
Técnico:Adam Obrubański
Goleiros
- Emil Goerlitz:Clube - 1. FC Kattowitz.Idade - 20 anos (13 de junho de 1903)
- Jan Loth:Clube - Polónia Varsóvia.Idade - 23 anos (31 de agosto de 1900)
- Stefan Popiel:Clube - Cracovia Kraków.Idade - 28 anos (19 de maio de 1896)
- Mieczysław Wiśniewski:Clube - Wisła Kraków.Idade - 31 anos (23 de novembro de 1892)

Zagueiros
- Wawrzyniec Cyl:Clube - ŁKS Łódź.Idade - 23 anos (2 de julho de 1900)
- Stefan Fryc:Clube - Cracovia Kraków.Idade - 29 anos (19 de agosto de 1894)
- Ludwik Gintel:Clube - Cracovia Kraków.Idade - 24 anos (26 de setembro de 1899)

Meio-campistas
- Stanisław Cikowski:Clube - Cracovia Kraków.Idade - 25 anos (14 de fevereiro de 1899)
- Władysław Krupa:Clube - Wisła Kraków.Idade - 24 anos (29 de dezembro de 1899)
- Wacław Kuchar:Clube - Pogoń Lwów.Idade - 26 anos (16 de setembro de 1897)
- Marian Spoida:Clube - Warta Poznań.Idade - 23 anos (4 de janeiro de 1901)
- Zdzisław Styczeń:Clube - Cracovia Kraków.Idade - 29 anos (16 de outubro de 1894)
- Tadeusz Synowiec:Clube - Cracovia Kraków.Idade - 34 anos (11 de novembro de 1889)

Atacantes
- Józef Adamek:Clube - Wisła Kraków.Idade - 24 anos (21 de fevereiro de 1900)
- Mieczysław Batsch:Clube - Pogoń Lwów.Idade - 24 anos (1 de janeiro de 1900)
- Józef Kałuża:Clube - Cracovia Kraków.Idade - 28 anos (11 de fevereiro de 1896)
- Juliusz Miller:Clube - Czarni Lwów.Idade - 28 anos (16 de julho de 1895)
- Henryk Reyman:Clube - Wisła Kraków.Idade - 26 anos (28 de julho de 1897)
- Jan Reyman:Clube - Cracovia Kraków.Idade - 21 anos (22 de outubro de 1902)
- Leon Sperling:Clube - Cracovia Kraków.Idade - 23 anos (7 de agosto de 1900)
- Wawrzyniec Staliński:Clube - Warta Poznań.Idade - 25 anos (5 de fevereiro de 1899)

## Romênia
Técnico:Adrian Suciu
Goleiros
- Pompei Lazăr:Clube - U Cluj.Idade - 17 ou 18 anos (1906)
- Adalbert Ritter:Clube - Chinezul Timişoara.Idade - 23 ou 24 anos (1900)
- Ştefan Ströck:Clube - CA Oradea.Idade - 23 anos (11 de janeiro de 1901)

Zagueiros
- Iosif Bartha:Clube - Stăruinţa Oradea.Idade - 21 anos (18 de julho de 1902)
- Elemer Hirsch:Clube - U Cluj.Idade - 27 ou 28 anos (1896)
- Attila Molnar:Clube - Mureşul Târgu Mureş.Idade - 26 ou 27 anos (1897)
- Atanasie Protopopesco:Clube - Tricolor Bucuresti.Idade - 24 anos (8 de abril de 1900)

Meio-campistas
- Nicolae Hönigsberg:Clube - CA Oradea.Idade - 23 ou 24 anos (1900)
- Dezideriu Jakobi:Clube - Haggibor Cluj.Idade - 24 anos (23 de março de 1900)
- Alexandru Kozovits:Clube - CA Timişoara.Idade - 24 anos (3 de setembro de 1899)
- *Radu Niculescu
- Leopold Tritsch:Clube - Braşovia Braşov
- Francisc Zimmermann:Clube - CA Timişoara.Idade - 23 ou 24 anos (1900)

Atacantes
- Nicolae Bonciocat:Clube - U Cluj.Idade - 25 ou 26 anos (1898)
- Carol Frech:Clube - Chinezul Timişoara
- Aurel Guga:Clube - U Cluj.Idade - 25 anos (10 de agosto de 1898)
- Iacob Alexandru Holz:Clube - Unirea Timişoara
- Francisc Rónnay:Clube - CA Timişoara.Idade - 24 anos (29 de abril de 1900)
- Gustav Semler:Clube - Chinezul Timişoara
- Albert Ströck-Török:Clube - Stăruinţa Oradea
- Mihai Tänzer:Clube - Chinezul Timişoara.Idade - 19 anos (7 de fevereiro de 1905)
- Rudolf Wetzer:Clube - Unirea Timişoara.Idade - 23 anos (17 de março de 1901)
- * a posição e o clube em qual jogava Radu Niculescu é desconhecida.[12]

## Suécia
Técnico: József Nagy
Goleiros
- Sigfrid Lindberg:Clube - Helsingborgs IF.Idade - 27 anos (26 de março de 1897)
- Robert Zander:Clube - Örgryte IS.Idade - 28 anos (18 de setembro de 1895)

Zagueiros
- Axel Alfredsson:Clube - Helsingborgs IF.Idade - 22 anos (22 de maio de 1902)
- Fritjof Hillén:Clube - GAIS.Idade - 31 anos (19 de maio de 1893)
- Konrad Hirsch:Clube - GAIS.Idade - 24 anos (19 de maio de 1900)
- Sten Mellgren:Clube - IFK Stockholm.Idade - 23 anos (28 de agosto de 1900)

Meio-campistas
- Gustaf Carlson:Clube - Mariebergs IK.Idade - 29 anos (22 de julho de 1894)
- Sven Friberg:Clube - Örgryte IS.Idade - 29 anos (7 de fevereiro de 1895)
- Karl Gustafsson:Clube - Djurgårdens IF.Idade - 35 anos (16 de setembro de 1888)
- Gunnar Holmberg:Clube - GAIS.Idade - 27 anos (6 de maio de 1897)
- Sven Lindqvist:Clube - AIK Fotboll.Idade - 21 anos (26 de março de 1903)
- Harry Sundberg:Clube - Djurgårdens IF.Idade - 26 anos (9 de janeiro de 1898)

Atacantes
- Charles Brommesson:Clube - Helsingborgs IF.Idade - 20 anos (12 de agosto de 1903)
- Albin Dahl:Clube - Helsingborgs IF.Idade - 24 anos (2 de janeiro de 1900)
- Per Kaufeldt:Clube - AIK Fotboll.Idade - 21 anos (1 de agosto de 1902)
- Tore Keller:Clube - IK Sleipner.Idade - 19 anos (4 de janeiro de 1905)
- Rudolf Kock:Clube - AIK Fotboll.Idade - 22 anos (29 de junho de 1901)
- Vigor Lindberg:Clube - IK Sleipner
- Evert Lundquist:Clube - Örgryte IS.Idade - 24 anos (27 de fevereiro de 1900)
- Gunnar Olsson:Clube - Helsingborgs IF
- Sven Rydell:Clube - Örgryte IS.Idade - 19 anos (14 de janeiro de 1905)
- Thorsten Svensson:Clube - GAIS.Idade - 22 anos (8 de outubro de 1901)

## Suíça
Técnico: Edward Duckworth
Goleiros *
- Hans Pulver:Clube - BSC Young Boys.Idade - 21 anos (28 de dezembro de 1902)
- Theo Schär:Clube - Servette FC

Zagueiros *
- Paul Fässler:Clube - BSC Young Boys.Idade - 22 anos (13 de junho de 1901)
- Aron Pollitz:Clube - BSC Old Boys.Idade - 28 anos (11 de fevereiro de 1896)
- Rudolf Ramseyer:Clube - BSC Young Boys.Idade - 26 anos (17 de setembro de 1897)
- Adolphe Reymond:Clube - Servette FC.Idade - 27 anos (4 de setembro de 1896)
- Walter Weiler:Clube -  Le Havre AC.Idade - 20 anos (4 de dezembro de 1903)

Meio-campistas *
- Walter Dietrich:Clube - Servette FC.Idade - 21 anos (24 de dezembro de 1902)
- Adolphe Mengotti:Clube -  Real Madrid C.F.
- August Oberhauser:Clube - FC Nordstern Basel.Idade - 29 anos (4 de março de 1895)
- Paul Schmiedlin:Clube - FC Bern.Idade - 26 anos (2 de junho de 1897)

Atacantes *
- Max Abegglen:Clube - Grasshopper-Club Zürich.Idade - 22 anos (11 de abril de 1902)
- Félix Bédouret:Clube - Servette FC.Idade - 26 ou 27 anos (1897)
- Karl Ehrenbolger:Clube - FC Nordstern Basel.Idade - 24 anos (13 de novembro de 1899)
- Edmond Kramer:Clube - FC Cantonal Neuchâtel.Idade - 21 ou 22 anos (1902)
- Robert Pache:Clube - Servette FC.Idade - 26 anos (26 de setembro de 1897)
- Paul Sturzenegger:Clube - FC Zürich.Idade - 21 anos (7 de junho de 1902)
- * as posições em que jogavam Gustav Gottenkieny,Jean Haag,Marcel Katz,Louis Richard e Charles Bouvier são desconhecidas.sabe-se que Gottenkieny e Haag jogavam no Grasshopper-Club Zurich,Katz no BSC Old Boys e Richard e Bouvier no Servette FC.[13] também se sabe a idade de Bouvier (25 anos - 24 de agosto de 1898),que também é mais conhecido por ter ganho a medalha de ouro na disputa de Bobsleigh por equipes nos Jogos Olímpicos de Inverno de 1936[14].

## Tchecoslováquia
Técnico:Jaroslav Bezecný
Goleiros *
- František Hochmann:Clube - AC Sparta Praha.Idade - 20 anos (2 de abril de 1904)
- Josef Sloup:Clube - SK Slavia Praha.Idade - 26 anos (19 de dezembro de 1897)

Zagueiros *
- Antonín Hojer:Clube - AC Sparta Praha.Idade - 30 anos (13 de março de 1894)
- František Hojer:Clube - FK Viktoria Žižkov.Idade - 28 anos (27 de abril de 1896)
- Josef Kuchynka:Clube - DFC Prag.Idade - 29 anos (4 de agosto de 1894)
- Emil Seifert:Clube - SK Slavia Praha.Idade - 24 anos (28 de abril de 1900)

Meio-campistas
- Jaroslav Červený:Clube - AC Sparta Praha.Idade - 28 anos (1 de junho de 1895)
- František Kolenatý:Clube - AC Sparta Praha.Idade - 24 anos (29 de janeiro de 1900)
- Otto Krompholz:Clube - DFC Prag.Idade - 25 anos (3 de fevereiro de 1899)
- Pavel Mahrer:Clube - DFC Prag.Idade - 24 anos (23 de maio de 1900)
- Karel Pešek:Clube - AC Sparta Praha.Idade - 28 anos (20 de setembro de 1895)
- Josef Pleticha:Clube - SK Slavia Praha.Idade - 22 anos (10 de fevereiro de 1902)

Atacantes
- Josef Čapek:Clube - SK Slavia Praha.Idade - 21 anos (1 de agosto de 1902)
- Josef Jelínek:Clube - FK Viktoria Žižkov.Idade - 22 anos (27 de março de 1902)
- Josef Kratochvíl:Clube - SK Slavia Praha.Idade - 19 anos (9 de fevereiro de 1905)
- Jan Novák:Clube - SK Židenice.Idade - 27 anos (5 de julho de 1896)
- Josef Novák:Clube - SK Židenice.Idade - 23 anos (20 de outubro de 1900)
- Otto Novák:Clube - FK Viktoria Žižkov.Idade - 22 anos (22 de março de 1902)
- Josef Sedláček:Clube - AC Sparta Praha.Idade - 30 anos (15 de dezembro de 1893)
- Rudolf Sloup:Clube - SK Slavia Praha.Idade - 26 anos (19 de dezembro de 1897)
- Jaroslav Vlček:Clube - Čechie Karlín.Idade - 24 anos (12 de fevereiro de 1900)
- a posição em que jogava o jogador referido apenas como A. Řehák é desconhecida.[15]

## Turquia
Técnico: Billy Hunter
Goleiros *
- Hamit Akbay:Clube - Selimiye
- Nedim Kaleci:Clube - Altınordu S.K..Idade - 23 ou 24 anos (1900)

Zagueiros *
- Cafer Çağatay:Clube - Fenerbahçe S.K..Idade - 24 ou 25 anos (1899)
- Ali Gençay:Clube - Galatasaray S.K..Idade - 17 ou 18 anos (1906)

Meio-campistas
- Hamit Arslan Okçu:Clube - Altay S.K.
- Nihat Bekdik:Clube - Galatasaray S.K..Idade - 21 ou 22 anos (1902)
- Kadri Göktulga:Clube - Fenerbahçe S.K..Idade - 19 ou 20 anos (1904)
- Kemal Rıfat Kalpakçıoğlu:Clube - Galatasaray S.K.
- İsmet Uluğ:Clube - Fenerbahçe S.K.

Atacantes
- Sabih Arca:Clube - Fenerbahçe S.K..Idade - 22 ou 23 anos (1901)
- Alaaddin Baydar:Clube - Fenerbahçe S.K..Idade - 22 ou 23 anos (1901)
- Bedri Gürsoy:Clube - Fenerbahçe S.K..Idade - 19 ou 20 anos (1904)
- İbrahim Kelle:Clube - Altınordu S.K..Idade - 26 ou 27 anos (1897)
- Mehmet Leblebi:Clube - Galatasaray S.K..Idade - 15 ou 16 anos (1908)
- Bekir Refet:Clube -  Phönix Karlsruhe.Idade - 24 ou 25 anos (1899)
- Zeki Rıza Sporel:Clube - Fenerbahçe S.K..Idade - 26 anos (28 de fevereiro de 1898)
- Kamil Rona:Clube - Muhafızgücü
- * a posição do jogador Kemal Ruhi é desconhecida.[16]

## Uruguai
Técnico:Ernesto Figoli
Goleiros
- Pedro Casella:Clube - Universal F.C..Idade - 25 anos (31 de outubro de 1898)
- Andrés Mazali:Clube - Club Nacional de Football.Idade - 21 anos (22 de julho de 1902)

Zagueiros
- Pedro Arispe:Clube - Rampla Juniors.Idade - 23 anos (30 de setembro de 1900)
- José Nasazzi:Clube - Bella Vista.Idade - 23 anos (24 de maio de 1901)
- Humberto Tomasina:Clube - River Plate F.C..Idade - 25 anos (12 de setembro de 1898)
- Antonio Urdinarán.Idade - 25 anos (30 de outubro de 1898)
- Fermín Uriarte:Clube - Lito F.C..Idade - 21 ou 22 anos (1902)

Meio-campistas
- José Leandro Andrade:Clube - Bella Vista.Idade - 22 anos (1 de outubro de 1901)
- José Vidal:Clube - Belgrano F.C..Idade - 27 anos (15 de dezembro de 1896)
- Pedro Zingone:Clube - Lito F.C..Idade - 24 ou 25 anos (1899)

Atacantes
- Pedro Cea:Clube - Lito F.C..Idade - 22 anos (1 de setembro de 1900)
- Leónidas Chiappara:Clube - River Plate F.C.
- Pedro Etchegoyen:Clube - Liverpool Fútbol Club
- Alfredo Ghierra:Clube - Universal F.C..Idade - 32 anos (31 de agosto de 1891)
- José Naya:Clube - Liverpool Fútbol Club.Idade - 27 anos (27 anos (25 de julho de 1896)
- Pedro Petrone:Clube - Club Nacional de Football.Idade - 20 anos (11 de maio de 1904)
- Ángel Romano:Clube - Club Nacional de Football.Idade - 29 anos (2 de agosto de 1894)
- Zoilo Saldombide:Clube - Montevideo Wanderers.Idade - 19 anos (18 de março de 1905)
- Héctor Scarone:Clube - Club Nacional de Football.Idade - 25 anos (16 de novembro de 1898)
- Pascual Somma:Clube - Club Nacional de Football.Idade - 33 anos (17 de fevereiro de 1891)
- Santos Urdinarán:Clube - Club Nacional de Football.Idade - 24 anos (30 de março de 1900)
- Alfredo Zibechi:Clube - Club Nacional de Football.Idade - 28 anos (30 de outubro de 1895)